# Piet Bolwijn
Pieter Tammo (Piet) Bolwijn (1938) is een Nederlands bedrijfskundige, organisatieadviseur, en emeritus hoogleraar Management en Technologische en Industriële vernieuwing aan de Universiteit Twente. Hij heeft een belangrijke bijdrage geleverd tot een verdere uitdieping van de socio-technische organisatietheorie in Nederland.

## Levensloop
Piet Bolwijn studeerde natuurkunde en promoveerde in 1967 aan de Universiteit van Utrecht op het proefschrift Noise, modulation and Zeeman effects in He-Ne lasers.
Bolwijn begon zijn carrière in de industrie, en was onder verbonden aan de Adviesgroep Koers van Ulbo de Sitter. In 1988 werd hij deeltijdhoogleraar aan de Universiteit Twente met de inaugurele rede Continuïteit en vernieuwing van produktiebedrijven. Zijn onderzoek richtte zich met name op industriële innovatie, en op de relatie tussen technologie, strategie en management. Hij werkte verder als managementconsultant bij Philips en tevens als wetenschappelijk adviseur bij KPMG Industrial consulting.

## Werk
Piet Bolwijn introduceerde in de jaren 1980 het begrip "innovatieve firma" en heeft baanbrekend werk verricht om het verschijnsel innovatie in de theorie en praktijk onder de aandacht te brengen..
In een publicatie uit 1990 Wat komt na flexibiliteit? heeft Bolwijn de bedrijfsontwikkeling vanaf de jaren 1960 onderzocht en hierin een systeemveranderingsproces onderkend. Elk decennium werd volgens hem bepaald door zogenaamde ideaaltypen. In 1960 was dit de efficiencyfirma, in 1970 de kwaliteitsfirma, in 1980 de flexibele firma, in 1990 de innovatieve firma en rond 2000 de kennisfirma.

## Publicaties
Bolwijn publiceerde enkele boeken en tientallen artikelen. Een selectie:
- 1967. Noise, modulation and Zeeman effects in He-Ne lasers.
- 1985. Over ondernemen en industrieel elan. Met Ted Kumpe. Kluwer. ISBN 90-267-1009-7
- 1986. Flexible manufacturing : integrating technological and social innovation. Elsevier. ISBN 0444425055
- 1988 Continuïteit en vernieuwing van produktiebedrijven Universiteit Twente.
- 1991. Marktgericht ondernemen : management van continuïteit en vernieuwing. Van Gorcum. ISBN 90-232-2636-4
- 1993. Management in stukken : ondernemen in de jaren negentig. Met Ted Kumpe en B. Goudswaard. ISBN 90-232-2782-4